# میلاد اسدی
میلاد اسدی (۲ اردیبهشت ۱۳۶۵) یکی از رهبران دفتر تحکیم وحدت است که پس از اعتراضات انتخابات ریاست جمهوری دهم در ۹ آذر ۱۳۸۸ دستگیر و پس از چندین ماه زندان انفرادی به ۷ سال زندان محکوم شد.
در نوزدهم اردیبهشت ماه سال ۸۸، پس از سه بار تعویق زمان برگزاری دادگاه، در شعبهٔ ۲۸ دادگاه انقلاب به ریاست قاضی مقیسه این دانشجو محکوم شد.
جرم‌های او شامل اقدام علیه امنیت ملی و تبلیغ علیه نظام(۵ سال) و توهین به رهبری(۲ سال) هستند
میلاد اسدی سرانجام در شهریور ماه ۱۳۹۰ پس از نوشتن درخواست عفو خطاب به رهبر جمهوری اسلامی از زندان اوین آزاد شد.